# Heteralex albescens
Heteralex albescens är en fjärilsart som beskrevs av Louis Beethoven Prout 1916. Heteralex albescens ingår i släktet Heteralex och familjen mätare. Inga underarter finns listade i Catalogue of Life.